# Ерік Юань
Ерік С. Юань (кит.: 袁征; піньїнь: Yuán Zhēng; нар. 1970, Тайань, Шаньдун, Китай) — американський бізнесмен-мільярдер китайського походження, а також генеральний директор та засновник компанії Zoom Video Communications, 22 % акцій якої належать йому.

## Ранні роки
Ерік Юань народився в сім'ї гірничих інженерів з міста Тайань, що розташоване в провінції Шаньдун на сході Китаю. Свою підприємницьку діяльність він почав вести ще в четвертому класі. Юань збирав будівельні відходи, щоб здати мідь, яка в них містилась, на металобрухт. Коли підприємливий Ерік дізнався, що в пункті збору приймають тільки сам метал, він спробував спалити все зайве на задньому дворі. В результаті він спалив будинок сусідів. Згадуючи про це, Ерік Юань в притаманному йому стриманому тоні заявив: «Мої батьки були дуже засмучені».
У Шаньдунському університеті науки і техніки Ерік Юань здобув ступінь бакалавра з прикладної математики та інформатики. Також майбутній мільярдер закінчив магістратуру за спеціальністю «Інженерна геологія» в Китайському гірничо-технологічному університеті.
Насправді ідея створення програми, яка б могла спростити комунікацію людей на великій відстані, появилась в Еріка на першрму курсі навчання в Шаньдунському університеті науки і техніки. Саме тоді парубок познайомився з дівчиною, яка згодом стала його майбутньою дружиною. Проте Ерік був змушений долати десятигодинну подорож у переповненому поїзді та спати стоячи, щоб побачити її. Саме цей досвід став головним у майбутньому створенні платформи Zoom.
У 22 роки, вже будучи студентом-магістратури, Ерік одружився. На початку 1990-х Ерік почав свою кар'єру з роботи на місцеву компанію, але поступово прийшов до висновку, що повноцінно проявити свої здібності він зможе тільки за кордоном — а саме в Америці, де тоді відбувався справжній «технологічний бум». Незабутнє враження на підприємця-початківця справила промова Білла Гейтса, яку той виголосив під час візиту в 1994 році до Японії, де в той час Ерік Юань проходив чотирьохмісячні курси. Після цього Ерік тільки переконався в думці, що неодмінно повинен потрапити в Кремнієву долину. «Я вирішив перебратися в США в середині 1990-х через розвиток Інтернету, за яким було майбутнє, як я вважав, — пояснює Ерік. — Його ще не було в Китаї, в той час як там (в Америці) на нього вже робилися великі ставки».
Однак коли Ерік подав заявку для отримання візи, Прикордонно-митна служба США помилково внесла ім'я Юаня до реєстру консультантів. В результаті сталося непорозуміння, і американські прикордонники записали, що Юань буде працювати в США за сумісництвом. Як наслідок, йому відмовили у візі. Протягом наступних півтора року скептично налаштовані співробітники Американської міграційної служби ще сім разів відмовляли йому у видачі візи. Але Юань не хотів здаватися. "Добре. Я буду робити все, що в моїх силах, поки мені не скажуть, що я більше ніколи не зможу подати документи на отримання американської візи ", — думав в той час майбутній мільярдер. Зрештою, дев'ятий раз для Еріка став успішним.

## Кар'єра
Влітку 1997 року Юань влаштувався на роботу в технологічну компанію Webex, з моменту створення якої пройшло лише два роки. Він переїхав до міста Мілпітас, штат Каліфорнія. По п'ятницях молодий спеціаліст мав звичай програмувати всю ніч, і потім, в суботу вдень, не виспавшись, грати в футбол. На піку зростання бульбашки доткомів, платформа відеоконференцій Webex стрімко розвивалася завдяки масштабному збільшенню швидкості інтернету.
У липні 2000 року компанія провела IPO, а в 2007 році вона була поглинена американською транснаціональною корпорацією Cisco за $ 3,2 млрд. У 2006 році Ерік отримав кваліфікаційний ступінь MBA у Стенфордській бізнес-школі, і незабаром після цього Юаня призначили корпоративним віце-президентом Webex. Однак у 2010 року він розчарувався в роботі. За словами підприємця, проблема полягала в тому, що сервіс Webex був недостатньо хороший. Кожен раз, коли користувачі Webex заходили в особистий кабінет, щоб почати відеоконференцію, система спочатку визначала версію програми, що запускається, що істотно уповільнювало роботу. Відповідно, лінії були перевантажені, а якість відео і аудіо залишало бажати кращого. Крім того, сервісу Webex не вистачало сучасних функцій, наприклад режиму демонстрації екрану на мобільних пристроях.
Розмовляючи з Біллом Таєм, який згодом одним з перших вклався в Zoom, Ерік Юань говорив: «Одного разу хтось створить хмарний сервіс відеоконференцій, і мені прийде кінець». Підприємець цілий рік намагався переконати керівництво Cisco дозволити йому переробити сервіс Webex. У 2011 році, коли всі його спроби переконати керівництво не увінчалися успіхом, він здався і вирішив покинути компанію]. «Керівництво Cisco було більше зацікавлене у створенні соціальної мережі, схожою на Facebook», — згадує мільярдер.
Найбільшою перешкодою на його шляху стала необхідність переконати дружину в тому, що він зробив правильний вибір. На думку дружини Юаня, він відмовлявся від вельми прибуткової роботи, адже до того моменту Юань вже керував 800 співробітниками Webex. "Я знаю, що шлях буде довгим і досить складним. Але якщо я не ризикну, я буду шкодувати про це ", — сказав він тоді дружині. Спершу Ерік Юань попросив друзів, в тому числі і знайомих йому інвесторів з месенджера Tango, виписати йому кілька чеків на загальну суму в $ 250 000, щоб він міг заплатити 30 інженерам за роботу над його новою ідеєю: створенням поліпшеного програмного забезпечення для проведення відеоконференцій і подальшим запуском у відповідній програмі. Бізнес-ангели, в тому числі і колишній CEO компанії Webex Субра Іяр, повірили в Еріка Юаня і інвестували в його стартап $ 3 млн.

## Zoom
Спершу Юань назвав нову компанію Saasbee. «Всі венчурні інвестори визнали цю назву жахливою», — заявив Джим Шайнман з компанії Maven Ventures. Саме Шайнман став одним з перших інвесторів Zoom і придумав нинішню назву компанії. За кілька місяців Ерік Юань зрозумів, що він знову хоче зайнятися сервісами для відеоконференцій. Інвестори були налаштовані скептично. Корпорація Microsoft придбала Skype, компанія Google теж запустив програму Hangouts, а колишній роботодавець Юаня, компанія Cisco, все ще займала велику частку ринку. Це означало, що кілька компаній вже стали безпосередніми лідерами на ринку. Крім того, вже було безліч стартапів, наприклад, хмарна служба відеоконференцій BlueJeans Network.
Штаб-квартира компанії розташовувалась в застарілій офісній будівлі, в якій часто не працював ліфт. Поставивши таку важливу для проекту відеокамеру на холодильник, Ерік Юань і члени його американської команди розробників майже два роки працювали над створенням нового продукту в каліфорнійському місті Санта-Клара. Коли вони нарешті запустили сервіс Zoom, він істотно відрізнявся від конкурентів. В програмне забезпечення Zoom була вбудована оболонка, що захищає сервіс від помилок, які могли б виникнути при примусовому оновленні браузерів Chrome, Firefox або Safari. Сервіс Zoom також міг працювати при низькошвидкісному інтернеті і при зниженні обсягу оперативної пам'яті пристрою на 40 %. Вартість місячної підписки на Zoom тоді становила $ 9,99.
У 2015 році компанія Emergence Capital інвестувала в Zoom $ 30 млн. Незабаром після цього керівництво Zoom почало залучати більш великих корпоративних клієнтів. За словами одного партнера з Emergence Capital, Юань здивував всіх інвесторів, коли з'явився на збори і наполіг на тому, щоб вони завантажили на телефон додаток Zoom. Потім в режимі реального часу він провів презентацію компанії по відеозв'язку. Юань знову здивував їх, коли попередив потенційних клієнтів з великих корпорацій про те, що функціонал Zoom, можливо, поки що не підходить їм. Першими клієнтами Zoom стали такі компанії з Кремнієвої долини, як Box, Slack і Uber.
У 2016 році Zoom став обслуговувати не тільки технологічні компанії. Зараз в число клієнтів Zoom входять ритейлери Gap Inc. і Williams-Sonoma. Представники знаменитого венчурного фонду Sequoia Capital більше двох років намагалися стати інвесторами Zoom. На початку 2017 року ним це нарешті вдалося. В ході четвертого раунду фінансування компанія Еріка Юаня привернула інвестиції від Sequoia Capital на суму $ 115 млн, і оцінка Zoom перевищила $ 1 млрд. "Ми робили все з належною обачністю. Але я пам'ятаю, як сказав комусь, що в світі має бути не менше тисячі Еріків Юанів, тому що кожен, з ким би ми розмовляли, знав його ", — заявив партнер Sequoia Capital Карл Ешенбах.
Сьогодні Zoom налічує понад 2500 співробітників та близько 300 мільйонів щоденних учасників зустрічей. Вартість компанії оцінюється у 139 мільярдів доларів, а статки Юаня — понад 17 мільярдів доларів.
Через пандемію COVID-19 Zoom призупинив свій 40-хвилинний часовий ліміт на безкоштовні рахунки для шкіл K — 12, співпрацюючи з більш ніж 100 000 школами та районами по всьому світу для надання онлайн-освіти. Юань також запустив Zoom Cares, філантропічну філію компанії, надавши початкові гранти організаціям, що працюють над реагуванням на пандемію, включаючи San Jose Digital Inclusion Fund, the CDC foundation та Всесвітню організацію охорони здоров'я.